# 藤若子
藤若子（とうじゃくし、生没年不詳）とは、江戸時代の京都の人物。

## 来歴
経歴不明。文化3年（1806年）刊行の『蘭療方薬解』（広瀬獬著）に「広門先生翻訳蘭療方薬…」とはじまる跋文があり、それによれば「藤若子」という人物がこの書の挿図を「蛮彫法」、すなわち銅版画によってあらわしたとあり、「藤若子」は一時この広瀬の門人だったという。また跋文の最後に「京洛錦街　藤若子」とあることから、京の錦小路に住んでいたことがわかるが、この「藤若子」については外に閲歴や作に関して知られるものはない。なお銅版画については師伝ではないともある。